# He Tian Tang
He Tian Tang (en chino: 唐鹤恬, nacida como Tang Yongshu, Chongqing, 5 de enero de 1975) es una deportista china que compitió en bádminton, en la modalidad de dobles. Desde el año 2000 compitió bajo la bandera de Australia.
Participó en los Juegos Olímpicos de Atlanta 1996, obteniendo una medalla de bronce en la prueba de dobles (junto con Qin Yiyuan). Ganó dos medallas en el Campeonato Mundial de Bádminton, plata en 1997 y bronce en 1995.

## Palmarés internacional
| Representando a China |                          |                   |        |
| Juegos Olímpicos      |                          |                   |        |
| Año                   | Lugar                    | Medalla           | Prueba |
| 1996                  | Atlanta (Estados Unidos) | Medalla de bronce | Dobles |
| Campeonato Mundial    |                          |                   |        |
| Año                   | Lugar                    | Medalla           | Prueba |
| 1995                  | Lausana (Suiza)          | Medalla de bronce | Dobles |
| 1997                  | Glasgow (Reino Unido)    | Medalla de plata  | Dobles |